# Deus e o Diabo na Terra do Sol
Deus e o Diabo na Terra do Sol is een Braziliaanse dramafilm uit 1964 onder regie van Glauber Rocha. De film werd genomineerd voor de Gouden Palm op het Filmfestival van Cannes.

## Verhaal
In het noordoosten van Brazilië voert de huurling Antônio das Mortes strijd tegen de Cangaceiros, leden van rondzwervende roversbendes die in de jaren 30 vochten tegen de onderdrukking van de Noord-Brazilianen in de Oude Republiek. Manoel werkt op een boerderij en moet samen met zijn vrouw vluchten, nadat hij zijn baas heeft vermoord. Ze sluiten zich aan bij de bende van Corisco, de aartsvijand van Antônio.

## Rolverdeling
| Acteur             | Personage          |
| ------------------ | ------------------ |
| Geraldo Del Rey    | Manoel             |
| Yoná Magalhães     | Rosa               |
| Maurício do Valle  | Antônio das Mortes |
| Othon Bastos       | Corisco            |
| Lidio Silva        | Sebastião          |
| Sonia dos Humildes | Dadá               |
| João Gama          | Priester           |
| Antonio Pinto      | Kolonel            |
| Milton Rosa        | Moraes             |